# 곽상 (전한)
곽상(郭賞, ? ~ 기원전 22년)은 전한 후기의 제후이다.

## 행적
원강 3년(기원전 63년), 아버지 곽천의 뒤를 이어 성안후(成安侯)에 봉해졌다.
양삭 3년(기원전 22년)에 죽으니 시호를 각(刻)이라 하였고, 작위는 아들 곽장이 이었다.

## 출전
- 반고, 《한서》 권17 경무소선원성공신표

| 선대 아버지 성안애후 곽천 | 전한의 성안후 기원전 63년 ~ 기원전 22년 | 후대 아들 성안시후 곽장 |